# 770

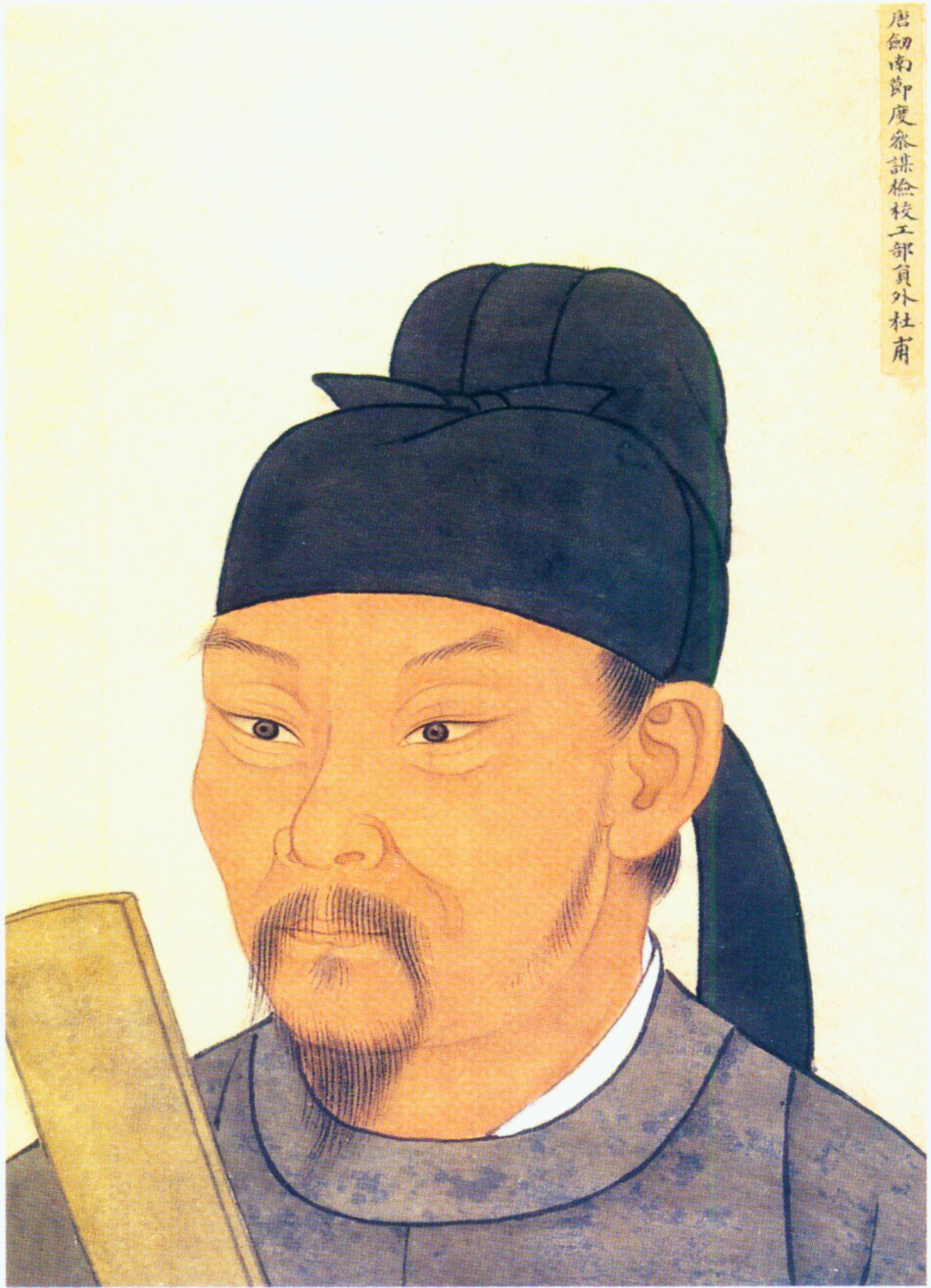
Portret van Du Fu (712-770)

Het jaar 770 is het 70e jaar in de 8e eeuw volgens de christelijke jaartelling.

## Gebeurtenissen

### Europa
- Koning Karel de Grote sluit door bemiddeling van abt Sturmius van Fulda een verdrag met hertog Tassilo III van Beieren en treedt in het huwelijk met de Longobardische prinses Desiderata (dochter van koning Desiderius van de Longobarden). Karels jeugdliefde Himiltrude wordt onder druk van zijn moeder Bertrada van Laon verstoten en verbannen naar een klooster.

### Azië
- Keizerin Kōken overlijdt en wordt opgevolgd door haar zwager Kōnin als de 49e keizer van Japan. Tijdens zijn bewind probeert hij de staatsfinanciën te herstellen.

## Religie
- Koning Alhred van Northumbria roept een concilie bijeen om steun te verlenen aan een bekeringsmissie naar Frisia (huidige Nederland) onder leiding van Willehad, de latere stichter van het aartsbisdom Bremen.

## Geboren
- Ansegisus, Frankisch abt (waarschijnlijke datum)
- Borrell van Osona, Frankisch graaf (waarschijnlijke datum)
- Coenwulf, koning van Mercia (waarschijnlijke datum)
- Egbert, koning van Wessex (waarschijnlijke datum)
- Einhard, Frankisch geschiedschrijver (waarschijnlijke datum)
- Ida van Herzfeld, Saksisch edelvrouw (of 775)
- Jayavarman II, koning van het Khmer-rijk (waarschijnlijke datum)
- Michaël I, keizer van het Byzantijnse Rijk (waarschijnlijke datum)
- Olaf Gudrodsson, koning van Noorwegen (waarschijnlijke datum)
- Pepijn de Gebochelde, zoon van Karel de Grote (overleden 811)

## Overleden
- Du Fu (58), Chinees dichter
- Ibn Ishaq, Arabisch historicus (of 767)
- Kōken, keizerin van Japan